# Тшемесна
Тшемесна (пол. Trzemesna) — село в Польщі, у гміні Тухув Тарновського повіту Малопольського воєводства.
Населення — 440 осіб (2011).

## Демографія
Демографічна структура станом на 31 березня 2011 року:
|          | Загалом | Допрацездатний вік | Працездатний вік | Постпрацездатний вік |
| -------- | ------- | ------------------ | ---------------- | -------------------- |
| Чоловіки | 232     | 70                 | 152              | 10                   |
| Жінки    | 208     | 49                 | 112              | 47                   |
| Разом    | 440     | 119                | 264              | 57                   |